# Judo ai II Giochi europei
Le gare di judo ai II Giochi europei sono state disputate a Minsk tra il 22 e il 25 giugno 2019. Sono valide anche come Campionati europei di judo.

## Podi

### Maschili
| Specialità | Oro                | Argento               | Bronzo                                   |
| 60 kg      | Lukhum Chkhvimiani | Francisco Garrigós    | Jorre Verstraeten Amiran P'ap'inashvili  |
| 66 kg      | Heorhij Zantaraja  | Matteo Medves         | Bagrati Niniashvili Vazha Margvelashvili |
| 73 kg      | Tommy Macias       | Rüstəm Orucov         | Hidayat Heydarov Georgios Azoidis        |
| 81 kg      | Matthias Casse     | Ivajlo Ivanov         | Luka Maisuradze Attila Ungvari           |
| 90 kg      | Mikail Özerler     | Li Kochman            | Mehdiyev Mammadali Chusejn Chalmurzaev   |
| 100 kg     | Arman Adamjan      | Varlam Lip'art'eliani | Elmar Gasimov Cyrille Maret              |
| +100 kg    | Guram Tushishvili  | Inal Tasoev           | Stephan Hegyi Henk Grol                  |

### Femminili
| Specialità | Oro                 | Argento            | Bronzo                            |
| 48 kg      | Dar"ja Bilodid      | Irina Dolgova      | Julia Figueroa Maruša Štangar     |
| 52 kg      | Majlinda Kelmendi   | Natal'ja Kuzjutina | Chelsie Giles Amandine Buchard    |
| 57 kg      | Dar'ja Mežeckaja    | Nora Gjakova       | Pauline Starke Telma Monteiro     |
| 63 kg      | Clarisse Agbegnenou | Alice Schlesinger  | Sanne Vermeer Maria Centracchio   |
| 70 kg      | Margaux Pinot       | Sanne Van Dijke    | Barbara Matić Anna Bernholm       |
| 78 kg      | Klara Apotekar      | Guusje Steenhuis   | Loriana Kuka Madeleine Malonga    |
| +78 kg     | Maryna Sluckaja     | Larisa Cerić       | Iryna Kindzerska Ksenija Čibisova |

### Misti
| Specialità           | Oro | Argento | Bronzo |
| Gara a squadre miste | Russia Aleksandra Babinceva Ksenija Čibisova Dar'ja Davydova Chusejn Chalmurzaev Alan Chubecov Anastasija Konkina Dar'ja Mežeckaja Musa Moguškov Alëna Prokopenko Inal Tasoev Denis Jarcev Kazbek Zankišiev | Portogallo Anri Egutidze Jorge Fernandes Jorge Fonseca Telma Monteiro Rochele Nunes Joana Ramos Tiago Rodrigues Patricia Sampaio Nuno Saraiva Barbara Timo | Francia Amandine Buchard Guillaume Chaine Axel Clerget Aurélien Diesse Marie-Ève Gahié Priscilla Gneto Kilian Le Blouch Madeleine Malonga Cyrille Maret Anne Fatoumata M'Bairo Margaux Pinot Austria Daniel Allerstorfer Shamil Borchashvili Marko Bubanja Sabrina Filzmoser Bernadette Graf Stephan Hegyi Magdalena Krssakova Michaela Polleres Lukas Reiter Katharina Tanzer |